# Entoloma
Entoloma, een genus van paddenstoelen met roze sporen. Het is een zeer grote groep van soorten. Alleen in Nederland komen al 160 soorten voor. Het zijn paddenstoelen van graslanden en struwelen. Enkele soorten zijn aangepast aan hout als groeiplaats. Determinatie is meestal alleen mogelijk met gebruik van een microscoop. 

## Soorten
Enkele soorten die in Nederland voorkomen zijn:
| Naam                            | Wetenschappelijke naam      |
| ------------------------------- | --------------------------- |
| Streepsteelheidesatijnzwam      | Entoloma acidophilum        |
| Zwarte satijnzwam               | Entoloma aethiops           |
| Zeggesatijnzwam                 | Entoloma albotomentosum     |
| IJsvogelsatijnzwam              | Entoloma alcedicolor        |
| Bleke stippelsteelsatijnzwam    | Entoloma allochroum         |
| Verkleurend staalsteeltje       | Entoloma allospermum        |
| Amandelsatijnzwam               | Entoloma amygdalinum        |
| Schubbige satijnzwam            | Entoloma anatinum           |
| Slanke voorjaarssatijnzwam      | Entoloma aprile             |
| Spinnenwebsatijnzwam            | Entoloma araneosum          |
| Zilverige heidesatijnzwam       | Entoloma argenteostriatum   |
| Schubbig staalsteeltje          | Entoloma asprellum          |
| Zwartblauwe satijnzwam          | Entoloma atrocoeruleum      |
| Bruingerand staalsteeltje       | Entoloma atromarginatum     |
| Tweesporige satijnzwam          | Entoloma bisporigerum       |
| Blauwe molenaarssatijnzwam      | Entoloma bloxamii           |
| Blauwbruin staalsteeltje        | Entoloma brunneicoeruleum   |
| Bruinvlokkige satijnzwam        | Entoloma brunneoflocculosum |
| Bruinsneesatijnzwam             | Entoloma brunneoserrulatum  |
| Schelpsatijnzwam                | Entoloma byssisedum         |
| Ranzige elzensatijnzwam         | Entoloma caccabus           |
| Bruine zwartsneesatijnzwam      | Entoloma caesiocinctum      |
| Rozesneesatijnzwam              | Entoloma callirhodon        |
| Hooilandsatijnzwam              | Entoloma calthionis         |
| Brandpleksatijnzwam             | Entoloma carbonicola        |
| Blauwplaatstaalsteeltje         | Entoloma chalybaeum         |
| Harde voorjaarssatijnzwam       | Entoloma clypeatum          |
| Sterspoorsatijnzwam             | Entoloma conferendum        |
| Konijnenholsatijnzwam           | Entoloma cuniculorum        |
| Fijngestreepte satijnzwam       | Entoloma cryptocystidiatum  |
| Knophaarsatijnzwam              | Entoloma cuspidiferum       |
| Grootsporig staalsteeltje       | Entoloma cyanulum           |
| Rondsporige heidesatijnzwam     | Entoloma defibulatum        |
| Vloksteelsatijnzwam             | Entoloma dysthales          |
| Veenmossatijnzwam               | Entoloma elodes             |
| Violette satijnzwam             | Entoloma euchroum           |
| Ranzige dennensatijnzwam        | Entoloma farinogustus       |
| Bruingerande satijnzwam         | Entoloma fuscomarginatum    |
| Moerassatijnzwam                | Entoloma favrei             |
| Gewone heidesatijnzwam          | Entoloma fernandae          |
| Gele satijnzwam                 | Entoloma formosum           |
| Helmsatijnzwam                  | Entoloma infula             |
| Groensteelsatijnzwam            | Entoloma incanum            |
| Kalkminnend staalsteeltje       | Entoloma isborscianum       |
| Donkere zwartsneesatijnzwam     | Entoloma linkii             |
| Blauwe satijnzwam               | Entoloma nitidum            |
| Onaanzienlijke satijnzwam       | Entoloma occultipigmentatum |
| Tepelsatijnzwam                 | Entoloma papillatum         |
| Kleine sneeuwvloksatijnzwam     | Entoloma percandidum        |
| Citroengele satijnzwam          | Entoloma pleopodium         |
| Molenaarssatijnzwam             | Entoloma prunuloides        |
| Kleine tepelsatijnzwam          | Entoloma pygmaeopapillatum  |
| Roze moerasbossatijnzwam        | Entoloma queletii           |
| Olijfgroene zwartsneesatijnzwam | Entoloma querquedula        |
| Kortstelige satijnzwam          | Entoloma rusticoides        |
| Zilverige satijnzwam            | Entoloma saundersii         |
| Bruine satijnzwam               | Entoloma sericeum           |
| Sneeuwvloksatijnzwam            | Entoloma sericellum         |
| Zwartsneesatijnzwam             | Entoloma serrulatum         |
| Giftige satijnzwam              | Entoloma sinuatum           |
| Groezelige satijnzwam           | Entoloma sordidulum         |
| Grote veenmossatijnzwam         | Entoloma sphagneti          |
| Kegelcelsatijnzwam              | Entoloma tibiicystidiatum   |
| Knobbelspoorsatijnzwam          | Entoloma undulatosporum     |
| Klokhoedsatijnzwam              | Entoloma velenovskyi        |
| Geribbelde satijnzwam           | Entoloma undatum            |
| Okervoetsatijnzwam              | Entoloma vinaceum           |
| Violetgroene satijnzwam         | Entoloma violaceoviride     |
| Zwartbruine satijnzwam          | Entoloma vindobonense       |
| Geelsteelsatijnzwam             | Entoloma xanthocaulon       |